# 楊集 (隋朝)
杨集（?—?），字文会，隋朝宗室。隋文帝异母弟卫昭王杨爽之子。
開皇三年六月初封遂安王，開皇十二年十月袭封卫王。
隋炀帝时，诸侯王受到的礼遇渐薄，猜忌防犯日渐严酷。杨集忧虑恐惧不知怎么做，于是叫巫师俞普明，举行法事祈福。有人告杨集诅咒，宪司揣测皇帝旨意，罗织罪名，上奏杨集恶逆，按罪当死。天子让公卿议论，杨素等说：“杨集密怀左道，以妖术毒害君亲，公然诅咒，不顾神人之理。情灭人理，事悖先朝，是君父之罪人，非臣子之所赦，请按律治罪。”当时滕王杨纶也牵扯在内，隋炀帝不忍诛杀，于是下诏：“杨纶、杨集除名为民，远远流放边郡。后来天下大乱，不知所终。